# Rorgon Ier du Maine
Rorgon Ier du Maine, parfois appelé Rogon (Rorigo), mort un 16 juin en 839 ou en 840, est comte de Rennes et/ou d'Alet en 819 et comte du Maine de 832 à 839. 

## Famille
Fils de Gauzlin Ier, seigneur mainois, et d'Adeltrude, il est à l'origine de la lignée des Rorgonides. Il a un frère nommé Gauzbert. 

## Biographie
Il participe en 832 à la nomination d'Aldric à l'épiscopat du Mans. Louis Ier le Pieux lui confie le comté de Rennes en 819. Il semble intervenir aussi dans le comté d'Alet, ou tout du moins dans le Porhoët,.
Il restaure en 824, l'abbaye Saint-Maur de Glanfeuil dont il confirme l'immunité en 833.  En 832, Rorgon reçoit le comté du Maine, et probablement le comté d'Anjou. Les listes nécrologiques de l'abbaye de Saint-Denis mentionnent son décès un 16 juin sans précision de l'année, qui doit se placer en 839 ou en 840.

## Mariages et enfants
Il entretient une relation avec Rotrude, la fille de Charlemagne et d'Hildegarde, dont il a un fils illégitime :
- Louis (v. 800 † 867), qui devient abbé de Saint-Denis et chancelier de Charles le Chauve ;
- peut-être également une fille, qui pourrait se nommer Adaltrude, mariée à Gérard, comte d'Auvergne et mère de Ramnulf Ier, comte de Poitiers[6].

Après la fin de sa relation avec Rotrude, il épouse Bichilde, d'origine inconnue, et a :
- Rorgon II ou Roric († décembre 865), comte du Maine ;
- Gauzfrid († 877), comte du Maine et marquis de Neustrie ;
- Bilchide, mariée au comte Bernard le Poitevin († 844) comte de Poitiers ;
- Gozlin (Gauzlin) († 886), évêque de Paris, Chancelier de Charles le Chauve ;
- une seconde fille nommée Adaltrude épouse de  Ramnulf Ier et mère de Ramnulf II et de ses frères[7].

## Sources
- Pierre Riché, Les Carolingiens, une famille qui fit l'Europe, Paris, Hachette, coll. « Pluriel », 1983 (réimpr. 1997), 490 p. (ISBN 2-01-278851-3, présentation en ligne).
- Jean-Charles Volkmann, Bien connaître les généalogies des rois de France, Éditions Gisserot, 1999, 127 p. (ISBN 978-2-87747-208-1).
- Michel Mourre, Le Petit Mourre. Dictionnaire d'Histoire universelle, Éditions Bordas, avril 2007 (ISBN 978-2-04-732194-2).
- Régine Le Jan Famille et pouvoir dans le monde franc (VIIe – Xe siècle). Essai d'anthropologie sociale  Publication de la Sorbonne Paris (1995)  (ISBN 2859442685).